# Michael Adam
Michael Adam (sinh ngày 9 tháng 12 năm 1984) là một chính khách người Đức. Ông là Quản trị viên quận (Landrat) của Regen kể từ năm 2011.

## Sự nghiệp chính trị
Ông trở thành thị trưởng trẻ nhất ở Đức sau khi giành chiến thắng trong cuộc bầu cử thị trưởng ở Bodenmais, Bavaria năm 2008 khi 23 tuổi. Ông được bầu làm Quản trị viên quận Regen vào ngày 27 tháng 11 năm 2011. Ghế đã được giữ bởi Liên minh xã hội Kitô giáo trong năm mươi năm trước.

## Đời tư
Adam đăng ký kết hợp dân sự vào ngày 1 tháng 9 năm 2012.